# Las minas del rey Salomón (película de 1950)
Las minas del rey Salomón es una película basada en la novela Las minas del rey Salomón de H. Rider Haggard. En 1950 ganó los Oscar al mejor montaje y a la mejor fotografía, y también fue candidata al de mejor película.

## Sinopsis
En África, el cazador y guía Allan Quatermain (Stewart Granger) acepta el encargo de la joven dama Elizabeth (Deborah Kerr) de acompañarla a un territorio poco conocido con el propósito de encontrar a su marido. En su ruta tendrán que enfrentarse a una tribu de nativos hostiles. Entre ambos surge una fuerte atracción.
Cuando llegan a la región de las minas muchos miembros de la tribu local reconocen como su líder a Umbopa, el ayudante de Quatermain, que se propone acabar con la tiranía del rey de la tribu y su consejero, un taimado brujo que conduce a los protagonistas a las minas donde encuentran el esqueleto del esposo de Elizabeth.
El brujo los encierra en las minas, pero consiguen escapar y se unen a Umbopa, que lucha a muerte por el liderazgo de su tribu y a pesar de que los malos hacen trampa, gana y se queda a vivir allí mientras Elizabeth y Allan regresan juntos.

## Reparto
- Deborah Kerr: Elizabeth Curtis
- Stewart Granger: Allan Quatermain
- Richard Carlson: John Goode
- Hugo Haas: Van Brun Smith
- Lowell Gilmore: Eric Masters
- Kimursi: Khiva
- Siriaque: Umbopa
- Sekaryongo: Gagool
- Baziga: el rey Twala
- Munto Anampio: Bilu
- John Banner: Austin
- Benempinga
- Gutare: Kafa, tío de Umbopa
- Ivargwema: Blue Star
- Henry Rowland: Traum

## Producción
Fue el primer trabajo de la especialista en África Eva Monley en Hollywood. Monley recibió su primer trabajo cinematográfico como script supervisor y asistente durante la producción de Las minas del rey Salomón. En esta versión se cambia el sexo a un personaje, que en la novela es masculino, y se reduce la importancia del personaje de Umbopa (en general de todos los africanos). Deborah Kerr fue elegida desde el principio, pero para el papel de Quatermain se dudó entre Errol Flynn o Stewart Granger, que al final se lo llevó. Para la dirección eligieron a un británico, Compton Bennett.
Se rodó en la misma África: Cataratas Murchison en Uganda; Astrida, "la tierra de los Watusis gigantes"; Tierra de los Volcanes y Stanleyville en el Congo Belga; Tanganika; Rumuruti y Machakos en Kenia. La escena de la cueva se rodó en la cueva de Slaughter Canyon en el parque nacional Carlsbad Caverns, Estados Unidos.

## Recepción
La producción cinematográfica tuvo un gran éxito de taquilla en su momento y es considerada como un clásico de su género. Gracias a ello tuvo una secuela en 1959.